# Wilhelm Ihde
Wilhelm Ihde, Pseudonyme Axel Alt und Thomas Trent (* 29. August 1899 in Lüttich; † 11. März 1968 in Göttingen), war während der Zeit des Nationalsozialismus unter anderem Geschäftsführer der Reichsschrifttumskammer, Mitarbeiter des Reichsministerium für Volksaufklärung und Propaganda und Autor von Kriminalromanen. Nach Kriegsende veröffentlichte er Jugend- und Sachbücher.

## Leben
Ihde arbeitete zunächst als Bankbeamter. Zum 1. Oktober 1930 trat er der NSDAP bei (Mitgliedsnummer 356.772); zudem war er Mitglied der SA und Hochschulgruppenführer des NS-Studentenbundes in Köln. 1933 trat er der SS bei (SS-Nummer 47.727), in der er den Rang eines Sturmbannführers erreichte.
1931 arbeitete Ihde als Hauptschriftleiter bei der Niedersächsischen Tageszeitung in Hannover. 1935 wurde er Hauptgeschäftsführer des Reichsverbandes der Deutschen Presse. Zwischen 1937 und 1943 war Ihde Geschäftsführer der Reichsschrifttumskammer. Am Tag des „Anschlusses“ Österreichs wurde Ihde von Hans Friedrich Blunck, der zuvor in Österreich weilte, darüber informiert, wie mit österreichischen Schriftstellern umzugehen sei und welche illegalen Vorarbeiten vorhanden waren. Es folgten genauere Abstimmungen. Als Geschäftsführer der Reichsschrifttumskammer unterzeichnete er am 18. März 1938 den Beschluss, Gottfried Benn aus der Reichsschrifttumskammer auszuschließen und ihm damit jede weitere Berufsausübung innerhalb des Zuständigkeitsbereichs der Reichsschrifttumskammer zu untersagen. Über den völkischen Schriftsteller Reinhold Wulle schrieb Ihde am 12. September 1939 ein Gutachten, das auf einer Zusammenarbeit von RSK, Abt VIII des Promi, der parteiamtlichen Prüfungskommission, der Gestapo, des SD und dem Reichsführer SS beruhte. Ihde stellte eine schädliche Wirkung Wulles in der Öffentlichkeit fest und empfahl den Ausschluss aus der RSK sowie die Überprüfung der politischen Zuverlässigkeit der beiden Verlage, deren Hauptautor Wulle war. Ein Bittgesuch des in Frankreich internierten Schriftstellers Alfred Mombert lehnte Ihde 1941 mit den Worten „Für Juden tun wir grundsätzlich nichts“ ab.
1944 denunzierte der Präsident der Reichsschrifttumskammer Hanns Johst Ihde wegen nicht SS-mäßigen Verhalten und nicht erfolgtem Kirchenaustritt beim SS-Personalamt.
Nach Kriegsende lebte Ihde in Göttingen und arbeitete als Lektor und Übersetzer für den dortigen Jugendbuchverlag W. Fischer. Zudem veröffentlichte er unter dem Pseudonym Thomas Trent zahlreiche Jugend- und Sachbücher.

## Rezeption
Der 1945 wegen Zusammenarbeit mit den Attentätern des 20. Juli 1944 hingerichtete Chef des Reichskriminalpolizeiamtes (Amt V des RSHA) und „leidenschaftliche Leser von Kriminalromanen“ Arthur Nebe sowie sein persönlicher Referent, Teichmann, äußerten sich „begeistert“ über einzelne Werke Ihdes. Nach dem Krieg wurden Ihdes Romane in den wenigsten Fällen verboten.
Der unter dem Pseudonym -ky bekannt gewordene Kriminalautor und Soziologieprofessor Horst Bosetzky griff 1995 in seinem dokumentarischen Roman „Wie ein Tier. Der S-Bahn Mörder“ über den Serienmörder Paul Ogorzow auf Ihdes „Der Tod fuhr im Zug“ zurück.

## Werke (Auswahl)
- mit Günther Gentz: Handbuch der Reichsschrifttumskammer. Verlag des Börsenverein des Deutschen Buchhandels. 1942
- Axel Alt: „Der Tod fuhr im Zug“. Den Akten der Kriminalpolizei nacherzählt. Verlag Hermann Hillger, Berlin-Grunewald und Leipzig 1944.